# 相互決定論
相互決定論（Reciprocal determinism），是行為科學的理論，由班杜那提出。
根據這個觀點，環境會決定人的行為，人的行為亦會決定環境。環境會塑造一個人的認知結構，像信念及期望。而人的認知結構(信念及期望)又會決定一個人的行為，而人的行為又會改變環境。在這個過程中，這三個元素(認知結構、外顯行為、環境)會互相影響。
他認為上述兩種說法均不完善，若誠如他們所言，便無法了解外界環境和人的內心會產生何種交互作用。事實上人的性格確實會受環境塑造；而後者同時也會依據前者的表現而決定。前面提到的三個因素(行為、性格與環境)應如同「雙向道」般，是互為因果，彼此影響、互相決定的；利用這個原則，班杜拉認為可以解答長久以來在性格歷程中關於因果關係的疑問。
行為遺傳學是一個相對不成熟的領域，它試圖去證明基因和環境二者都對人類行為的個體差異造成影響。